# Denguevirus
Denguevirus är ett virus tillhörande virusfamiljen  flavivirus och är ett enkelsträngat RNA-virus. Viruset orsakar sjukdomen denguefeber och spridds via myggor (Aedes aegypti och Aedes albopictus). I tropikerna. Det finns fyra olika serotyper av dengue (DEN-1, DEN-2, DEN-3 och DEN-4). Vid insjuknande utvecklar man immunitet mot den serotyp som man smittades av. Detta innebär att man kan insjukna i dengue mer än en gång.  